# Арумунська кухня

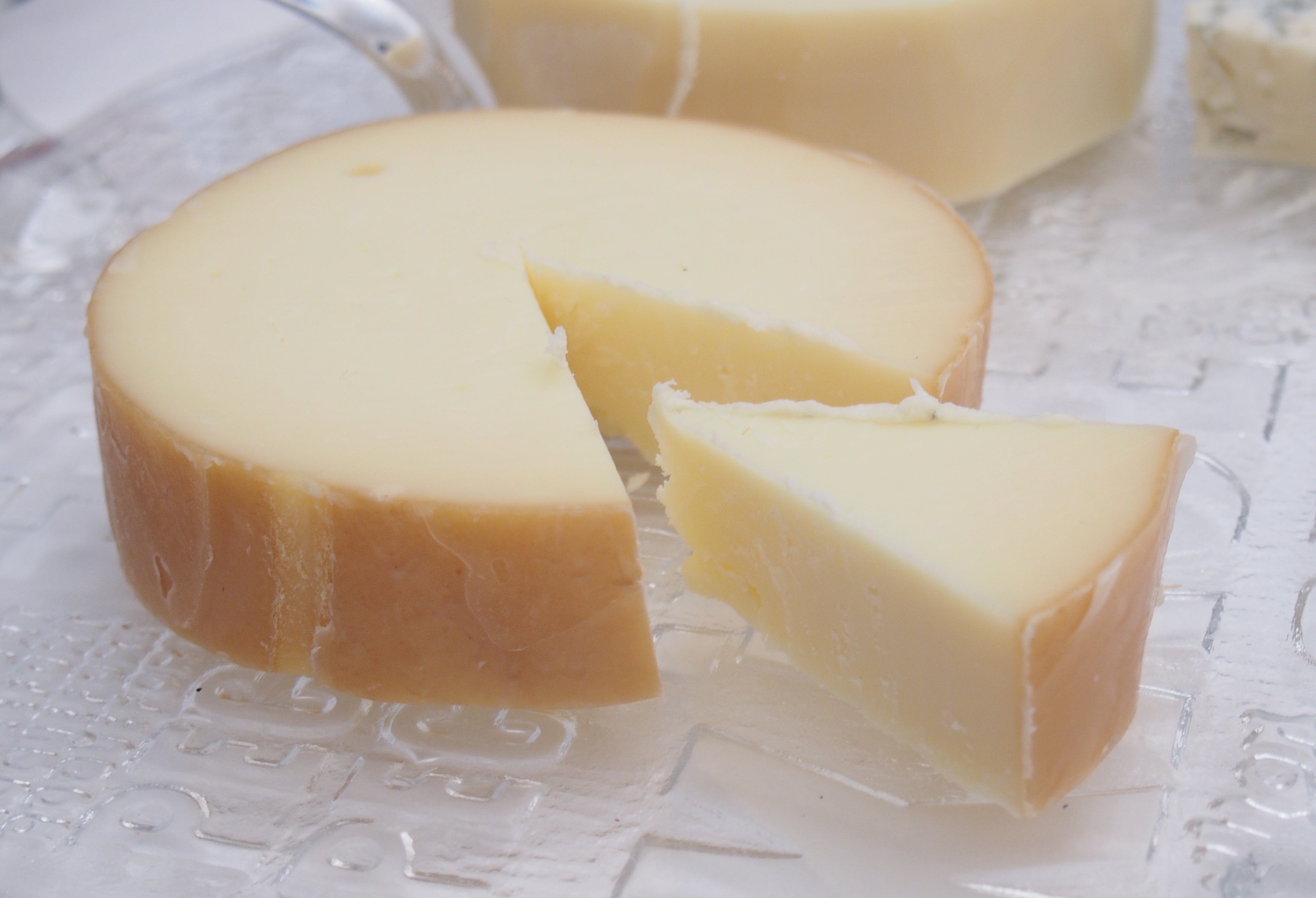
Мецовоне, популярний сир з арумунського міста Мецово в Греції

Арумунська кухня (арум. Cuzina armãneascã) — традиційна кухня арумунів. Арумуни — невелика балканська етнічна група, розкидана по всьому регіону, яка проживає в країнах Албанії, Болгарії, Греції, Північній Македонії, Румунії та Сербії. Арумунська кухня зазнала сильного впливу середземноморської та близькосхідної кухонь.
Арумунське місто Мецово, що у Греції, (арум. Aminciu) відоме своїми сирами, які там виготовляють. Найпопулярнішими сирами з Мецово є Мецовоне та Мецовела, хоча інші види сирів, такі як Грав'єра, також виробляються в Мецово. Більшість сирів, що походять з Мецово, виготовляються на Тосицькій сироварні, яка працює з 1958 року. Окрім сирів, серед типових мецовських страв — м'ясні, наприклад контосувлі та ковбаси, а також пироги з овочами та грибами та квасолевий суп, які подаються з місцевим вином. За межами Мецово в районі Аспропотамоса популярний арумунський пиріг «Бацина», а про місцеву кухню міста видано книгу.
У Румунії деякі страви арумунської громади включають овочеві пироги, особливо з цибулі-порею, і смажений перець. Румунські арумуни теж виготовляють сир, а також споживають м'ясо, наприклад, птицю у звичайні дні та свинину в свята та урочисті події. Також популярні різні види поленти (або мамалиґи, як її називають в Румунії). Арумунська кухня дещо присутня в регіоні Північна Добруджа, але практично відсутня на решті території Румунії. Також була опублікована книга про арумунську кухню Добруджі.